# Топорков, Алексей Константинович
Алексей Константинович Топорков (1882 — 21 декабря 1934 года) — русский философ, культуролог.

## Биография
Алексей Константинович Топорков родился в 1882 году в среднебуржуазном московском семействе (отец его был инженер-технолог). Топорков окончил историко-филологический факультет Московского университета в 1906 году и был оставлен при университете для приготовления к профессорскому званию. В студенческие годы за сочинение «Влияние Лейбница, в особенности его „Nouveaux essais“, на теорию познания Канта» (1905) был награжден золотой медалью. Как обладатель диплома с высшей степенью был командирован на один из семестров — летний 1906 года или зимний 1907/08 г. — в Гейдельберг. После Германии он возвращается в Москву и примыкает к художественным и философским кругам, которые держались ориентации на новую западную культуру, группируясь вокруг книгоиздательства «Мусагет» и журналов «Логос», «Труды и дни». Поступил в аспирантуру под руководством профессора Л. М. Лопатина, но, как сообщает Андрей Белый, из-за конфликта с Лопатиным вынужден был оставить университет:

[Лопатин] выдвигал Топоркова, оставленного при университете им <…> Топорков, по сути буян, четыре года назад — ради спорта принялся одолевать академическую схоластику, чтоб, защитив диссертацию, показать свои настоящие зубы; в этом он у Лопатина преуспел; но, человек темпераментный,— в философском кружке он сорвался, выступив с возражениями И. А. Ильину, читавшему реферат свой о Фихте; он вдруг разразился каскадами афоризмов, которые поняла треть присутствующих; но афоризм в философии ненавидел Лопатин, слушавший Топоркова с невинной улыбочкой; а в глазах поблескивало:
— «Ужо тебе: не здесь, а — там; не у Морозовой: в у-ни-вер-си-те-те!»
Судьба Топоркова была решена: скоро он стал беспризорным; университет закрыл ему двери: интрига Лопатина — как месть за фонтан афоризмов.

До революции Топорков издал всего одну книгу «Идея славянского возрождения» (М., 1915). Его судьба в годы революции неизвестна. После революции публиковался в журналах. Как и С. Есенин, публиковался в первом номере журнала «Гостиница для путешествующих в прекрасном». Во втором номере журнала напечатана статья А. Топоркова «Поэзия и литература» (подпись: Югурта) с цитатой из книги В. Шершеневича «Кому я жму руку»: «Есенин начал свою деятельность безымянно». Также Топорков печатался в других журналах. Писал под следующими псевдонимами: А. Т.; Звенигородцев; Змиев; Немов; Офис; Югурта; Ophis. В 1924 вместе с Есениным входил в инициативную группу по созданию Общества «Современная Россия», а 4 августа 1924 присутствовал на организационном собрании, на котором С. Есенина избрали членом правления Общества «Современная Россия».
Затем длительное время руководил «диалектическим кружком» при Военной академии штаба РККА, выпустив книгу «Метод военных знаний» (1927). В эти же годы он сумел выпустить и еще несколько небольших книг: «Элементы диалектической логики» (1927,1928), «Технический быт и современное искусство» (1928), «Как стать культурным» (1929). В 1932 году вышла в свет «Этика» Спинозы с его вступительной статьей.
В начале 1930-х — редактор философского отдела Издательства социально-экономической литературы (Соцэкгиза). Арестован 31 декабря 1932. 1 февраля 1933 года постановлением Коллегии Объединенного государственного политического управления при Совете Народных Комиссаров СССР приговорен к 10 годам исправительно-трудовых лагерей. Умер в заключении. Реабилитирован 6 марта 1958 Военной коллегией Верховного Суда СССР.

## Творчество
Наиболее значительный труд Топоркова — книга «Идея славянского возрождения» (М., 1915; перепеч. с сокр.: Начала. 1992. № 4), вышедшая под псевд. А. Немов. Здесь он, анализируя понятие Возрождения и разбирая примеры Высокого Ренессанса и германского Возрождения XVIII в., выдвигает модель развития русской культуры. По Топоркову, Россия и славянский мир должны осуществить новое Возрождение, для которого историко-культурным и типологическим прообразом будет служить позднеантичная александрийская культура с ее синтетическим характером, объединяющим Запад и Восток. Концепция Топоркова родственна идеям, которые развивали в те годы Вяч. Иванов и Ф. Ф. Зелинский, однако является независимой от них.

## Список произведений
- Топорков А. К. Идеалы современной демократии. М. Революция и Культура. 1918. 108+ил.
- Югурта <Топорков А. К.>. Поэзия и литература // Гостиница для путешествующих в прекрасном. 1923. № 2. С. 17
- Топорков А. К. (Югурта). Культура и личность // Труды и дни. 1914. № 7. С. 107—123.
- Югурта [А. К. Топорков]. Тризны и кануны. Ч. II. Распад // Северные записки. 1916. № 6.
- Топорков А. К. (Ophis). Идея // Труды и дни. 1912. № 1. С. 73-82.
- Топорков А. К. (Ophis). Sic et Non // Труды и дни. 1912. № 4-5. С. 121—131.
- Топорков А. К. (Ophis). О сущностях // Труды и дни. 1914. № 7. С. 124—135.
- Топорков А. К. Goetheana. Лесной царь // Труды и дни. 1913. № 1-2. С. 8— 18.
- Топорков A.K. Goetheana I. Гёте и Фихте. (К столетию со дня смерти Фихте). 1914. № 7. С. 11-20.
- Топорков А. К. (Югурта). Логика и риторика // Труды и дни. 1912. № 3. С. 40-49.
- Топорков А. К. (Югурта). Культура и личность // Труды и дни. 1914. № 7. С. 107—123.
- Топорков А. К. Очерки современной философии. Нео-кантианцы // Новая жизнь. 1915. Июль август. С. 162—174.
- Топорков А. К. Рец.:. Б. Христиансен. Психология и теория познания // Русская мысль. 1908. Кн. III. С. 51-52.
- Топорков А. К. Рец.:. Г. Гефдинг. Философские проблемы. Пер. с нем. Г. Я. Котляра. М. 1904 // Вопросы философии и психологии. 1905. Кн. 76. С. 127—131.